# Сульфид хрома(II)
Сульфид хрома(II) — бинарное неорганическое соединение, соль металла хрома и сероводородной кислоты с формулой CrS, 
чёрные кристаллы, 
не растворимые в воде.

## Получение
- Взаимодействие чистых веществ:

{\displaystyle {\mathsf {Cr+S\ {\xrightarrow {700^{o}C}}\ CrS}}}
- Действие сероводорода при нагревании на порошкообразный хром:

{\displaystyle {\mathsf {Cr+H_{2}S\ {\xrightarrow {T}}\ CrS+H_{2}}}}
- Действие сероводорода при нагревании на хлорид хрома(III):

{\displaystyle {\mathsf {2CrCl_{3}+3H_{2}S\ {\xrightarrow {T}}\ 2CrS+S+6HCl}}}
- Восстановление сульфида хрома(III) водородом:

{\displaystyle {\mathsf {Cr_{2}S_{3}+H_{2}\ {\xrightarrow {T}}\ 2CrS+H_{2}S}}}

## Физические свойства
Сульфид хрома(II) образует чёрные парамагнитные кристаллы двух кристаллических модификаций:
- α-CrS, фаза со сверхструктурой, гексагональная сингония, параметры ячейки a = 1,200 нм, c = 1,152 нм;
- β-CrS, моноклинная сингония, параметры ячейки a = 0,594 нм, b = 0,341 нм, c = 0,563 нм, β = 91,73°.

Нерастворимые в воде.

## Химические свойства
- На воздухе медленно окисляется:

{\displaystyle {\mathsf {4CrS+7O_{2}\ {\xrightarrow {}}\ 2Cr_{2}O_{3}+4SO_{2}}}}